# Gisgo
Gisgo è il nome di numerose figure importanti della storia dell'antica Cartagine; la più notevole di queste figure è un generale cartaginese che ha fatto parte della campagna militare in Sicilia, durante la Seconda Guerra Punica.
Prima della Battaglia di Canne, secondo quanto riferito, Gisgo commentò quanto fosse più grande l'esercito romano. Annibale rispose: "un'altra cosa che ti è sfuggita, Gisgo, è ancora più sorprendente: che anche se ci sono così tanti di loro, non ce n'è uno tra loro chiamato Gisgo".